# Universidad de Moa Dr. Antonio Núñez Jiménez
La Universidad de Moa Dr. Antonio Núñez Jiménez (UMoa), ubicada en Moa, provincia de Holguín, es el principal centro universitario del oriente cubano especializado en geología, minería y metalurgia. Fundada el 1 de noviembre de 1976 como Instituto Superior Minero Metalúrgico, adoptó su denominación actual en 2019 gracias al Decreto-Ley No. 369 del Ministerio de Educación Superior. Fue certificada en el año 2018, por la Junta de Acreditación Nacional.

## Historia
Tras el triunfo de la Revolución en 1959, Moa carecía de educación universitaria. En 1964 se firmó un convenio entre la Universidad de Oriente y la industria del níquel, lo que permitió la creación de un plan extramuros para formar técnicos en mineralurgia.
En 1976 se constituyó oficialmente el Instituto, con siete carreras técnicas, y en 1977 graduó a sus primeros ingenieros, geólogos, químicos y mecánicos. Con el tiempo, evolucionó hacia una estructura universitaria con tres facultades, infraestructura ampliada e instalaciones de laboratorios, residencia estudiantil, museo geológico y áreas deportivas.

## Estructura y facultades
La Universidad de Moa cuenta con una estructura académica conformada por tres facultades, dirigidas por decanos, y actúa como Centro Rector Nacional de las carreras de Ingeniería Geológica, Ingeniería de Minas e Ingeniería en Metalurgia y Materiales. La Facultad de Metalurgia y Electromecánica imparte las carreras de Ingeniería Mecánica, Ingeniería Eléctrica e Ingeniería en Metalurgia y Materiales, tanto en curso diurno como en Curso por Encuentro (CPE), y está integrada por los departamentos de Metalurgia-Química, Ingeniería Eléctrica e Ingeniería Mecánica.
La Facultad de Geología y Minería ofrece en curso diurno las carreras de Ingeniería Geológica e Ingeniería de Minas, y cuenta con los departamentos de Geología, Minería y Física-Matemática.
Por su parte, la Facultad de Ciencias Económicas abarca las carreras de Licenciatura en Contabilidad y Finanzas, Licenciatura en Ciencias de la Información e Ingeniería Informática, organizadas en cinco departamentos: Ciencias Económicas, Idiomas, Ciencias de la Información, Desarrollo Local e Informática.
Además, la universidad dispone de un Departamento Independiente de Marxismo–Leninismo, directamente atendido por el Rector. En todas las facultades se desarrollan activamente programas de posgrado, servicios científico-técnicos e investigaciones con impacto territorial, nacional e internacional.

## Carreras y programas acreditados
- Ing. Metalurgia y Materiales (Carrera certificada)
- Ing. Eléctrica (Carrera certificada)
- Ing. Mecánica (Carrera certificada)
- Ing. Informática (Carrera certificada)
- Ing. Geológica (Carrera certificada)
- Ing. Minas (Carrera certificada)